# Figueira e Barros
Figueira e Barros é uma povoação portuguesa sede da Freguesia de Figueira e Barros do município de Avis, freguesia com 70,27 km² de área e 248 habitantes (censo de 2021), tendo, por isso, uma densidade populacional de 3,5 hab./km².
Outrora composto pelas povoações e freguesias da Figueira e de Barros, aglutinaram-se ainda nos finais do século XVIII. A Figueira teve foral em 1510 e estatuto de concelho, que perdeu no século XIX.

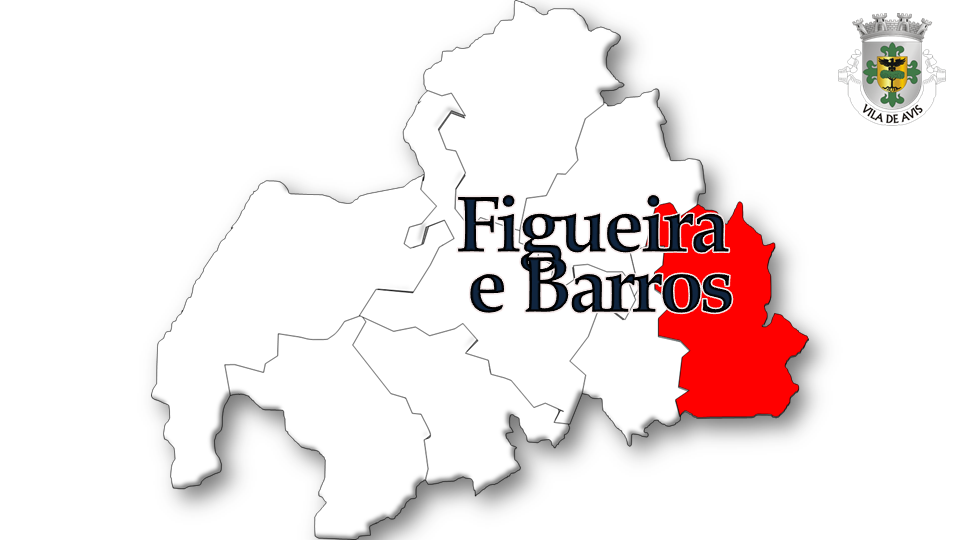
Localização da Freguesia de Figueira e Barros no Município de Avis

## Demografia
A população registada nos censos foi:
| Distribuição da População por Grupos Etários | Distribuição da População por Grupos Etários | Distribuição da População por Grupos Etários | Distribuição da População por Grupos Etários | Distribuição da População por Grupos Etários |
| -------------------------------------------- | -------------------------------------------- | -------------------------------------------- | -------------------------------------------- | -------------------------------------------- |
| Ano                                          | 0-14 Anos                                    | 15-24 Anos                                   | 25-64 Anos                                   | > 65 Anos                                    |
| 2001                                         | 54                                           | 31                                           | 160                                          | 111                                          |
| 2011                                         | 43                                           | 25                                           | 133                                          | 108                                          |
| 2021                                         | 36                                           | 25                                           | 106                                          | 81                                           |